# آیت بورزوین
ایت بورزوییان (به فرانسوی: Ait Bourzouine) یک منطقهٔ مسکونی در مراکش است که در مکناس تافیلالت واقع شده‌است.

## خصوصیات
ایت بورزوییان ۸٬۶۳۵ نفر جمعیت دارد.